# فرانكو كريستالدو
فرانكو كريستالدو (بالإسبانية: Franco Cristaldo)‏ (15 أغسطس 1996 بمورون في الأرجنتين - ) هو لاعب كرة قدم أرجنتيني في مركز الوسط. شارك مع منتخب الأرجنتين تحت 17 سنة لكرة القدم ومنتخب الأرجنتين تحت 20 سنة لكرة القدم. أما مع النوادي، فقد لعب مع بوكا جونيورز ونادي إلتشي.

## روابط خارجية
- فرانكو كريستالدو على موقع إي إس بي إن إف سي (الإنجليزية)
- فرانكو كريستالدو على موقع قاعدة بيانات كرة القدم.إي يو (الإنجليزية)
- فرانكو كريستالدو على موقع Soccerway.com (الإنجليزية)
- فرانكو كريستالدو على موقع AS.com (الإسبانية)